# Rhizanthes zippelii
Rhizanthes zippelii là một loài thực vật có hoa trong họ Rafflesiaceae. Loài này được (Blume) Spach miêu tả khoa học đầu tiên năm 1841.